# صبير رجل الأرنب
صبير رجل الأرنب (الاسم العلمي:Opuntia lagopus) هو نوع من النباتات يتبع جنس الصبير من الفصيلة الصبارية.